# Francisco Benito Eraso
Francisco Benito Eraso (Garínoain, Navarra, Espanha, 1793 — Garínoain, setembro de 1835) foi um militar espanhol. Combateu na Guerra Peninsular. Foi comandante dos Voluntários Realistas e, em outubro de 1833, se uniu à causa carlista sendo nomeado por Carlos María Isidro de Borbón comandante general de Navarra. Desde o cargo de ajudante de campo ascendeu a marechal de campo. 
Com a morte do general Zumalacárregui tomou o comando do exército do Norte até que este foi confiado ao general Vicente González Moreno.
Depois de se ferir na batalha de Mendigorría, os problemas de saúde foram aumentando e teve que se retirar para Garínoain, onde morreu em setembro de 1835, ao que parece, devido à queda de um cavalo.